# Макоти (Северна Дакота)
Макоти (енгл. Makoti) град је у америчкој савезној држави Северна Дакота.

## Демографија
По попису из 2010. године број становника је 154, што је 9 (6,2%) становника више него 2000. године.
| Група             | 2000.       | 2010.       |
| Белци             | 139 (95,9%) | 147 (95,5%) |
| Афроамериканци    | 0 (0,0%)    | 0 (0,0%)    |
| Азијати           | 0 (0,0%)    | 0 (0,0%)    |
| Хиспаноамериканци | 0 (0,0%)    | 2 (1,3%)    |
| Укупно            | 145         | 154         |